# U-11 (1935)
U-11 – zbudowany w 1935 roku przybrzeżny niemiecki okręt podwodny typu IIB z okresu międzywojennego i II wojny światowej, o wyporności podwodnej 328 ton.
Zwodowany 27 sierpnia 1935 roku i przyjęty w skład Kriegsmarine miesiąc później okręt, nie przeprowadził żadnego patrolu bojowego i nie zatopił żadnej jednostki pływającej, pełnił natomiast funkcje szkoleniowo-treningowe. Od maja 1941 roku pełnił rolę laboratorium eksperymentalno-testowego, na którym m.in. po raz pierwszy testowano powłokę anechoiczną „Alberich”. Wycofany ze służby 5 stycznia 1945 roku, po czym został zatopiony przez własną załogę.

## Geneza
Okręt został zaprojektowany w tajnym biurze projektowym Ingenieurskantoor voor Scheepsbouw (IvS) w Holandii, gdzie nosił oznaczenie projektowe MVBIIB w wersji 1110B. Wśród przewidywanych zadań okrętów tego typu było przede wszystkim zabezpieczenie Bałtyku oraz żywotnych dla Niemiec linii żeglugowych między Niemcami i Szwecją, którymi transportowana była do Rzeszy ruda żelaza.
Kontrakt na budowę okrętu ze stocznią Germaniawerft został zawarty 2 lutego 1935 roku. Stępka pod jednostkę została położona 6 maja 1935 roku, po czym 27 sierpnia okręt został zwodowany w Kilonii. 21 września 1935 roku U-11 został przyjęty do służby w Kriegsmarine pod dowództwem kapitänleutnanta Hansa-Rudolfa Rösinga, rozpoczynając swoje działania w składzie jednostki szkolnej Unterseebootsschulflottille (US-FL) w Neustadt.

## Konstrukcja jednostki
U-11 był przybrzeżnym jednokadłubowym okrętem podwodnym typu IIB w wersji 1110B – przy długości 42,7 metra, szerokości 4,08 metra i zanurzeniu 3,9 metra, wypierał 279 ton na powierzchni, w zanurzeniu zaś 329 ton. Napęd zapewniały dwa 6-cylindrowe czterosuwowe silniki Diesla Motorenwerke Mannheim MWM RS127S o łącznej mocy 700 KM przy 1000 obrotów na minutę oraz dwa silniki elektryczne SSW PG W322/26 o łącznej mocy 300 kW. Układ napędowy zapewniał mu możliwość osiągnięcia prędkości 13 węzłów na powierzchni oraz 7 węzłów w zanurzeniu. Okręt miał stosunkowo niewielki zasięg 3100 mil morskich przy prędkości 8 węzłów na powierzchni oraz 35–45 mil w zanurzeniu, przy prędkości podwodnej 4 węzłów. Znaczącą zaletą okrętu był bardzo krótki czas zanurzania awaryjnego, nieprzekraczający 25 sekund. Architektura i konstrukcja tych okrętów zapewniała im głębokość zanurzenia testowego wynoszącą 100 metrów. Stery głębokości umieszczone były na śródokręciu, zaś stery kierunku za dwoma śrubami.
Okręt wyposażony był w trzy wyrzutnie torpedowe kalibru 53,3 cm na dziobie, z dwiema torpedami G7a lub G7e w zapasie. U-11 nie miał na wyposażeniu klasycznego działa okrętowego – jego uzbrojenie uzupełniało jedynie jedno działko przeciwlotnicze kalibru 2 cm, od roku 1942 zastąpione przez podwójne działko tego samego kalibru. Zamiennie z torpedami okręt mógł przenosić do 18. wystrzeliwanych z wyrzutni torpedowych min.

## Służba okrętu
Po przyjęciu okrętu w skład Kriegsmarine, U-11 został przydzielony do szkolnej flotylli US-FL w Neustadt, jako okręt szkolny. 23 sierpnia 1939 roku powierzono mu zadania treningowe i w przeciwieństwie do innych okrętów tej jednostki, w pierwszych miesiącach wojny nie uzyskał statusu operacyjnego. Do maja 1941 roku U-11 służył jako okręt szkolny 1. i 21. Flotylli U-Bootów, kiedy został przeznaczony dla celów eksperymentalnych – najpierw w Nachrichtenmittelerprobungskommando (NEK), a następnie w 5. Flotylli U-Bootów w Kilonii.
W ramach tego rodzaju działalności, na U-11 przeprowadzono pierwsze testy powłoki anechoicznej „Alberich” – warstwy paneli perforowanego kauczuku syntetycznego o grubości około 4 mm, przytwierdzanej do zewnętrznej powierzchni kadłuba celem rozpraszania wiązki akustycznej sonaru „Asdic”. W marcu 1943 roku U-11 przeszedł do 22. Szkolnej Flotylli U-Bootów w Gdyni – ponownie celem pełnienia funkcji szkoleniowej. Pełnił ją do 5 stycznia 1945 roku, kiedy został wycofany ze służby, a 3 maja 1945 roku wysadzony w powietrze w Kilonii. Wrak okrętu został pocięty na złom w 1947 roku.
| Dowódcy okrętu              | Dowódcy okrętu   | Dowódcy okrętu      |
| --------------------------- | ---------------- | ------------------- |
| Kptlt. Hans Rudolf Rösing   | 21 września 1935 | 1 października 1937 |
| Kptlt. Viktor Schütze       | 13 sierpnia 1938 | 4 września 1939     |
| Kptlt. Georg Peters         | 5 września 1939  | 22 marca 1943       |
| Oblt. Gottfried Stolzenburg | 23 marca 1943    | 13 lipca 1944       |
| Oblt. Günter Dobenecker     | 14 lipca 1944    | 14 grudnia 1944     |